# Два Фигаро
«Два Фигаро» (итал. I due Figaro) — опера в двух актах Саверио Меркаданте на либретто Феличе Романи, по мотивам одноимённого произведения (фр. Les deux Figaro) Оноре-Антуана Ришо Мартейи. Опера была написана в 1826, но премьера задерживалась цензурой вплоть до 1835 года.

## Действующие лица
| Роль                                    | Голос         | Исполнитель на премьере, 26 января 1835 |
| --------------------------------------- | ------------- | --------------------------------------- |
| Граф Альмавива                          | тенор         | Джамбатиста Дженеро                     |
| Графиня Розина                          | меццо-сопрано | Антониа Капмпос                         |
| Инез, её дочь                           | сопрано       | Боттелли                                |
| Керубино, под именем Фигаро             | контральто    | Леонор Серрано                          |
| Фигаро, слуга графа                     | бас           | Албертацци                              |
| Сюзанна, жена Фигаро и служанка графини | сопрано       | Мандзокки                               |
| Торрибио, под именем Дон Альваро        | тенор         | Франсиско Салас                         |
| Пладжио, юный драматург                 | бас           |                                         |
| Нотариус                                | без слов      |                                         |
| Слуги и служанки графа                  |               |                                         |

## Краткое содержание
Действие происходит в замке графа Альмавивы, недалеко от Севильи.

### Акт 1
Торрибио хочет жениться на Инез, дочери графа Альмавивы. Для этого, совместно с Фигаро, они разработали план, за который Торрибио расплатиться частью приданого. Альмавива обманут фальшивыми письмами, представляющими Торрибио как Дона Альваро, и соглашается на брак.
Но Инез любит Керубино и с помощью графини и Сюзанны пытается избежать не желаемого брака. Керубино, изображая другого Фигаро входит в доверие к графу и становится его слугой.
«Настоящий» Фигаро сообщает Альмавиве, что Керубино влюблён в Инез и старается очернить его. Когда Фигаро и Альмавиво пытаются застать Керубино с Инез, они Обнаруживают его в компании Сюзанны. Керубино «признаётся», что любит Сюзанну и все присутствующие заставляют его простить.
События прерываются выходом Пладжио, — драматурга, ищущего сюжет для новой комедии.

### Акт 2
Керубино встречается с Инезв комнате Сюзанны. Они хотят найти способ избежать брака с Доном Альваро, запланированным на этот же вечер. Вдруг появляется Фигаро, уверенный, что Сюзанна планируют заговор против него с помощью Керубино.
Когда появляется Альмавива и графиня, Фигаро находит Керубино и Инез, прячущихся в гардеробе. Альмавива хочет выгнать Керубино и Сюзанну, но последняя вымаливает прощение.
Торрибио прибывает на свадьбу, но вернувшийся в замок Керубино узнаёт в Доне Альваро своего бывшего слугу. Керубино раскрывает Торрибио и сообщает графу об обмане. Графу ничего не остаётся, как согласиться на брак Керубино и Инез, а по настоянию Сюзанны — прощает Фигаро.

## Записи
Антонио Поли (граф Альмавива), Асуде Карайовуз (графиня), Роза Феола (Инес), Анналиса Строппа (Керубино), Марио Касси (Фигаро), Элеонора Буратто (Сюсанна), Аничио Дзордзи Джюстиниани (Торрибио), Омар Монтанари (Пладжио) — Дирижёр: Риккардо Мути — Молодёжный оркестр Луиджи Керубини. Хор Венской филармонии — Запись в Театре Алигьери. Равенна, 24 и 26 июня 2011 — CD: Ducale DUC 045-47.